# Tuchaua
Tuchaua é um Refrigerante de sabor Guaraná, mais concentrado que a grande maioria. Sua fabricação é feita nos estados do Amazonas, Pará, Rondônia, Roraima, Acre e Amapá, através das indústrias do Grupo Simões que adquiriu a marca em 1974 e posteriormente pela Coca-Cola Company em 2015 e está presente no mercado desde 1944.

## História e Curiosidades
Guaraná foi criado por um português chamado Francisco Cunha, residente no Brasil no ano desde o ano de 1910. Abaixo mais detalhes sobre o "Seu Cunha", como era mais conhecido na cidade de Manaus, principalmente na rua onde morava - Quintino Bocaiúva, Centro. 
A Palavra "Tuchaua" (Que originalmente se escreve com X, "Tuxaua") tem origem indígena vinda do Tupi-Guarani que significa "Aquele que manda" ou “o manda-chuva”. Existem duas versões da marca: O Tuchaua Champ, que é mais claro e suave como um Champagne e o Tuchaua Guaraná, que é um sabor tradicional, mais escuro e encorpado. A Marca tem uma velha rivalidade com o Guaraná Baré, da ABImBev que também é uma marca consolidada na Região. O Formato das garrafas eram de Vidro de 600ml e 2 Litros, posteriormente começou a ser fabricada em Garrafas PET e no início dos anos 2000, lançou o produto em latas de alumínio de 250ml, sendo uma das primeiras marcas da Região Norte a comercializar o produto neste formato. Ainda nos anos 2000, houve uma mudança radical na roupagem dos refrigerantes, que adotou um novo logotipo e como plano de fundo a cor Verde, fazendo alusão a Floresta Amazônica, de onde é originado o fruto, e comandou uma campanha maciça nos meios de comunicação lançando o slogan "O Guaraná da Nossa Terra", utilizado até hoje. Em cada estado foi feita uma campanha com artistas populares, experimentando o produto e ressaltando o orgulho de nascer em seus estados e usando imagens dos pontos turísticos de cada cidade, reforçando a identidade local e os valores da "nossa terra". A fórmula foi criada por Francisco Cunha (falecido em 1986) que era dono da fábrica Tuchaua que ficava na Av. Joaquim Nabuco em frente ao atual hospital Samel. Após Seu Cunha se aposentar, depois de anos de batalha, o Guaraná passou a ser produzido por seu filho Nelson Cunha, também químico e assim foi por muitos anos, mesmo após a marca ser comprada pelo grupo Simões, até que este também se aposentasse. Hoje Nelson tem 85 anos feitos dia 14/01/2018. Primeiro Rótulo do Guaraná foi desenhado e criado por outro filho, Alberto Cunha (falecido). Francisco Cunha era português e veio para Manaus com apenas 10 anos de idade. Trabalhou na fábrica Andrade e desde lá desenvolveu o amor por química até criar a fórmula do guaraná Tuchaua. Francisco Cunha casou-se com Idalina Cunha, também portuguesa e tiveram filhos: Alberto Maria, Nelson José, Maria Alberta e Delfina Maria.

## 2015: Compra da marca pela Coca-Cola Brasil
Os Refrigerantes Tuchaua, são fabricados pelo Grupo Simões, o mesmo que atende pela franquia dos produtos Coca-Cola na Região Norte do país. De olho no sucesso da marca na região, em 2015, a Coca-Cola Brasil manifestou que queria acoplar a Marca Tuchaua como parte da Multinacional no Brasil, como aconteceu com o Guaraná Simba, no interior de São Paulo e com o Guaraná Jesus no estado do Maranhão. Em Dezembro do mesmo ano, o CADE em Brasília, aprovou a aquisição de ativos da marca direta ou indiretamente detidos pelos acionistas do Grupo Simões, fazendo com que o Grupo alienasse a marca do Guaraná Tuchaua para a Coca-Cola Brasil, mas a comercialização e a fabricação do mesmo continuaria a cargo do Grupo Simões, assim como são os demais refrigerantes da Coca Cola que o grupo já comercializa na região. Em 2016, adequando-se ao padrão da Coca-Cola, o Tuchaua passará a ser envasado nas mesmas garrafas que também são envasadas as demais marcas do Grupo como Fanta, Sprite, Kuat, entre outros, assim como as embalagens também receberão a marca Coca-Cola e as informações nele contidas.